# Мельниково (Московская область)
Мельниково — деревня в Наро-Фоминском районе Московской области, входит в состав сельского поселения Атепцевское. Численность постоянного населения по Всероссийской переписи 2010 года — 4 человека, в деревне числится 3 улицы. До 2006 года Мельниково входило в состав Каменского сельского округа.
Деревня расположена на юге центральной части района, у границы с Калужской областью, в излучине правого берега реки Нары, у устья безымянного правого притока, примерно в 13 км к юго-востоку от Наро-Фоминска, высота центра над уровнем моря 153 м. Ближайшие населённые пункты на противоположном берегу реки — Каменское сразу к северу, Клово в 1 км на север и Рыжково в 1,5 км на юго-восток.